# Careñes
Careñes es una parroquia española del concejo de Villaviciosa, en Asturias. Cuenta con una población de 178 habitantes (INE, 2020).
Está situada a 11 kilómetros de la capital del concejo, Villaviciosa. Limita al norte con el mar Cantábrico, al sur con la de San Justo, al oeste con la de Villaverde y al este con la de Argüero.

## Localidades
La parroquia está formada por las siguientes poblaciones:
- Atilán, lugar
- Cerra (La Cerra), casería
- La Cruz, lugar
- El Fresno (El Fresnu), aldea
- El Monasterio (El Monasteriu), aldea
- Silva, casería

## Demografía
| Gráfica de evolución demográfica de Careñes entre 2000 y 2020      |
|                                                                    |
| Población de derecho (2000-2020) según el padrón municipal del INE |

## Patrimonio
- Iglesia de Santa Cecilia.